# Arayat (Pampanga)
Arayat ist eine philippinische Stadtgemeinde in der Provinz Pampanga. Sie hat 133.492 Einwohner (Zensus 1. August 2015).
Im Gemeindegebiet befindet sich der Vulkan Arayat, um den Berg wurde bereits 1933 der Mount-Arayat-Nationalpark etabliert.

## Baranggays
Arayat ist politisch in 30 Baranggays unterteilt.
| - Arenas - Baliti - Batasan - Buensuceso - Candating - Gatiawin - Guemasan - La Paz (Turu) - Lacmit - Lacquios - Mangga-Cacutud - Mapalad - Palinlang - Paralaya - Plazang Luma | - Poblacion - San Agustin Norte - San Agustin Sur - San Antonio - San Jose Mesulo - San Juan Bano - San Mateo - San Nicolas - San Roque Bitas - Cupang (Santa Lucia) - Matamo (Santa Lucia) - Santo Niño Tabuan - Suclayin - Telapayong - Kaledian (Camba) |